# A legjövedelmezőbb turnék listája

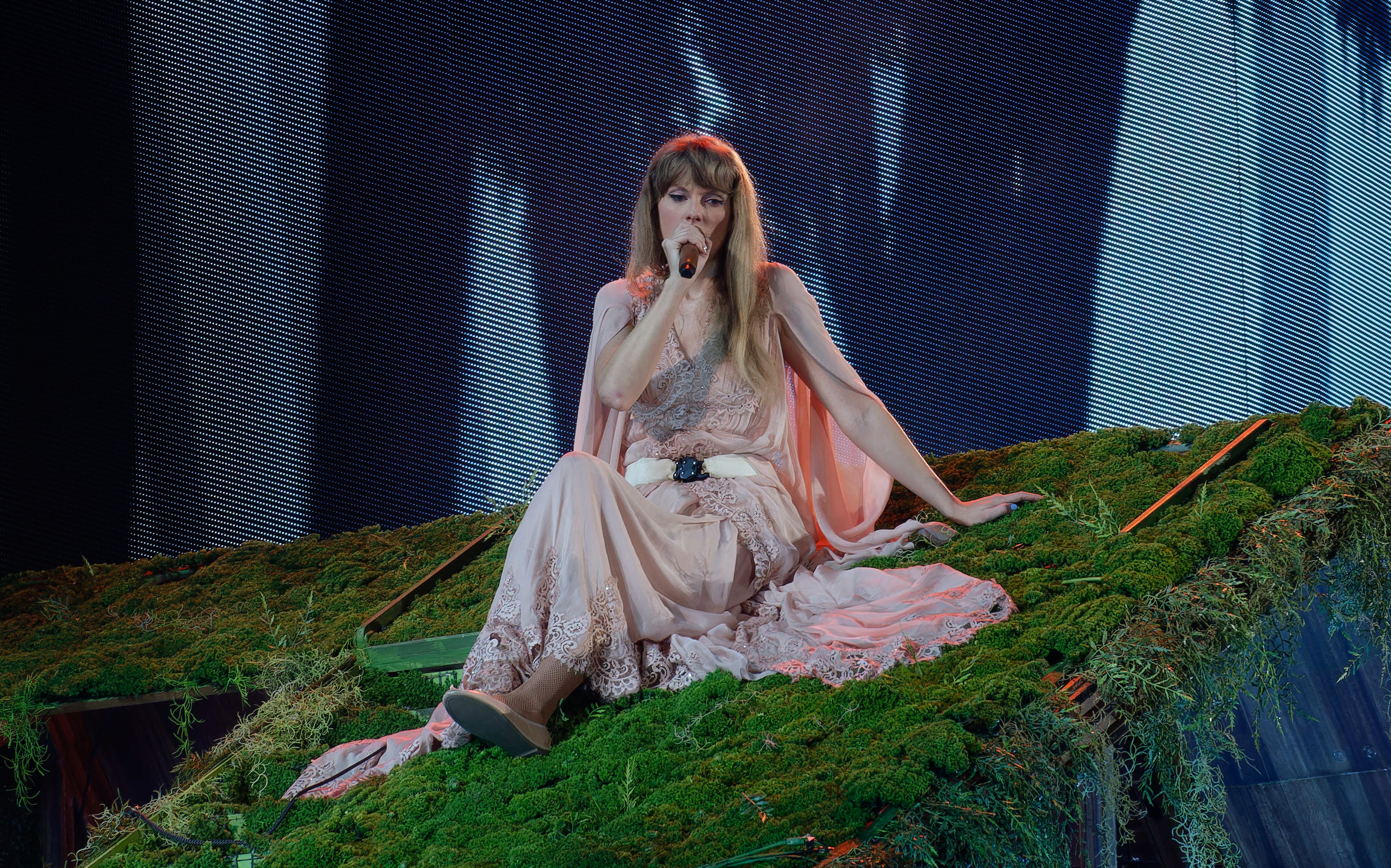
Taylor Swift The Eras Tourja minden idők legnagyobb bevételt hozó turnéja

Ez a lista a legnagyobb bevételt hozó turnékat rangsorolja. A koncertturnék bevételük nagy részét a jegyeladásokból generálják. A Billboard és a Pollstar két olyan nagy szakkiadvány, amelyek rendszeresen közlik a koncertek hivatalos bruttó bevételeit világszerte. A Billboard 1975-ben indította el a boxscore-rangsorolást az Amusement Business spin-off magazinján keresztül, és ezen felül magában a Billboard magazinban is megjelenik az 1981. október 3-i megjelenés óta. A Pollstar 1981. november 29-én kezdte meg a bevételi adatok közlését. A Pollstar 2000 előtti turnékra vonatkozó adatai azonban minimálisak.
Michael Jackson Bad turnéja és a Pink Floyd A Momentary Lapse of Reason Tourja – mindkettő 1987 és 1989 között futott – voltak az első olyan turnék, amelyek bevétele a jelentések szerint meghaladta a 100 millió dollárt. Ahogy a 21. század elején a lemezeladások visszaestek, a zenészek az élő zenei koncertekre kezdtek építeni bevételeikért, és a turnéipar azóta az egekbe szökött.
2023-ban Taylor Swift The Eras Tourja lett az első turné, amely a Pollstar becslései alapján 1 milliárd dolláros bevételt termelt. 2024-ben a Coldplay Music of the Spheres World Tour turnéja lett az első, amely hivatalosan bejelentett adatok alapján 1 milliárd dollár feletti bevételt ért el. A The Eras Tour 2024 decemberében fejeződött be, és a hivatalos jelentések szerint a bevétel meghaladta a 2,07 milliárd dollárt.
Bár a turnéipart nagyrészt a rockzene zenekarai és férfi szólóénekesei uralják, a legnagyobb bevételt hozó turnék közül néhányat olyan popsztárok produkáltak, mint Swift, Ed Sheeran, Harry Styles, Beyoncé és Madonna, valamint a countryénekes Garth Brooks. A The Rolling Stones háromszor (1990, 1995 és 2006) érte el a legjövedelmezőbb turnék mérföldkövét, a Voodoo Lounge Tourjuk pedig tizenegy évig (1995–2006) maradt a leghosszabb rekordtartó. Emellett ők lettek az egyetlen olyan előadó, akiknek két (az 1990-es és a 2000-es években) turnéjuk is az évtized legnagyobb bevételt hozó turnéja volt. A U2 legalább nyolcszor produkálta az év legnagyobb bevételt hozó turnéját, többször, mint bármely más előadó a történelemben.

## A legnagyobb bevételt hozó turnék
| † | A turné jelenleg is tart             |
| * | A turné két külön évtizedben zajlott |

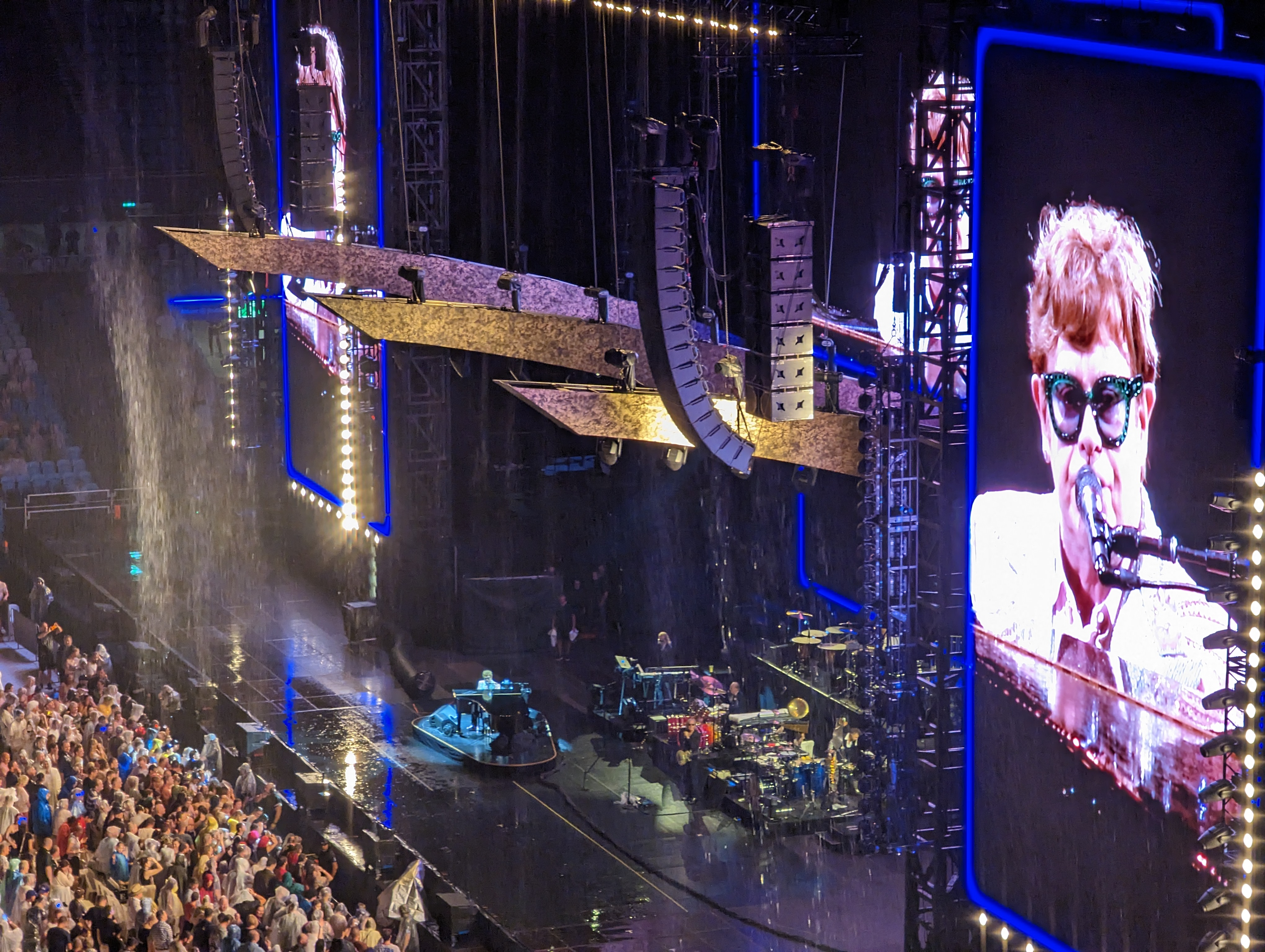
Elton John a Farewell Yellow Brick Road turnén
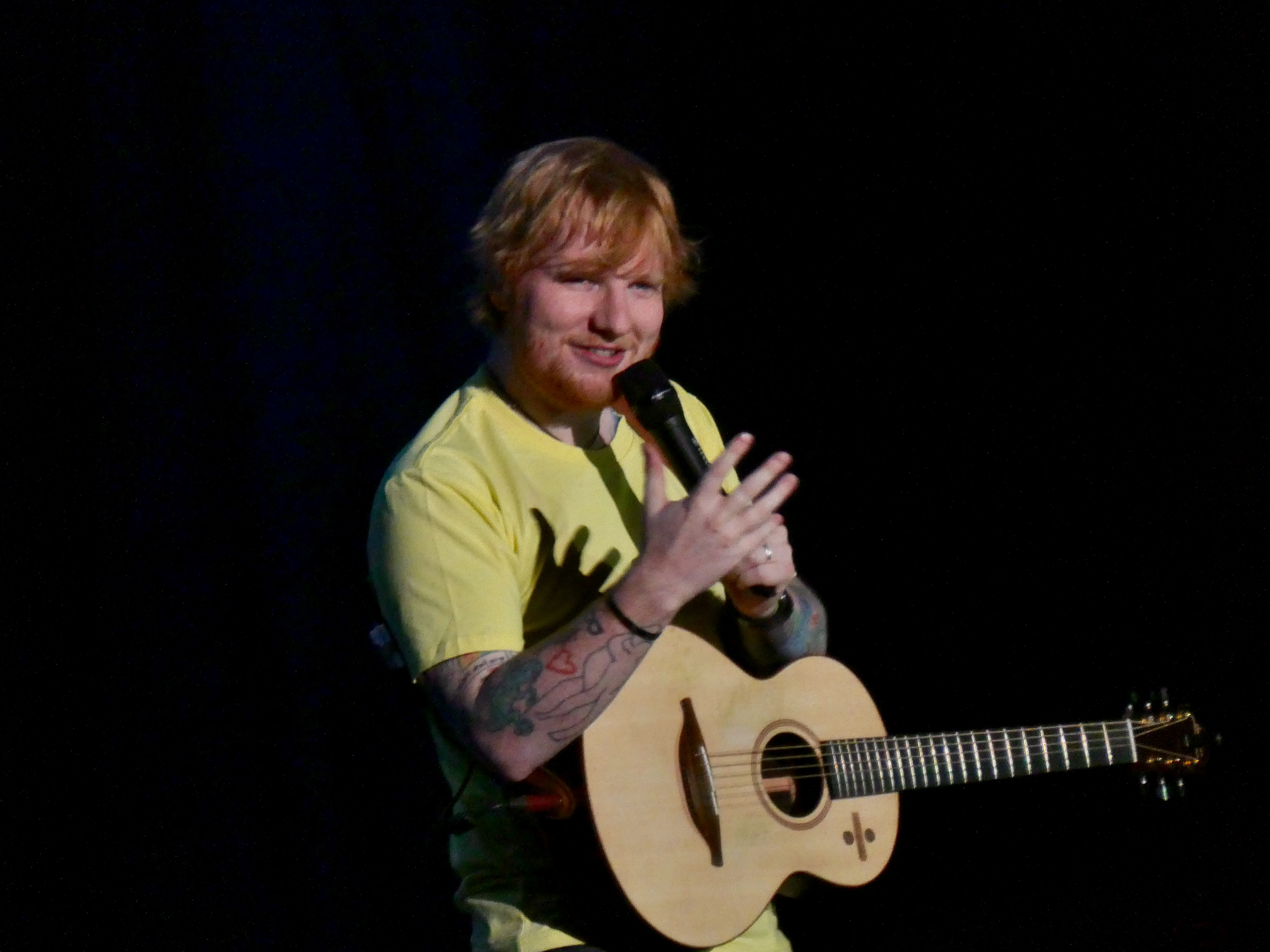
Ed Sheeran a ÷ Touron
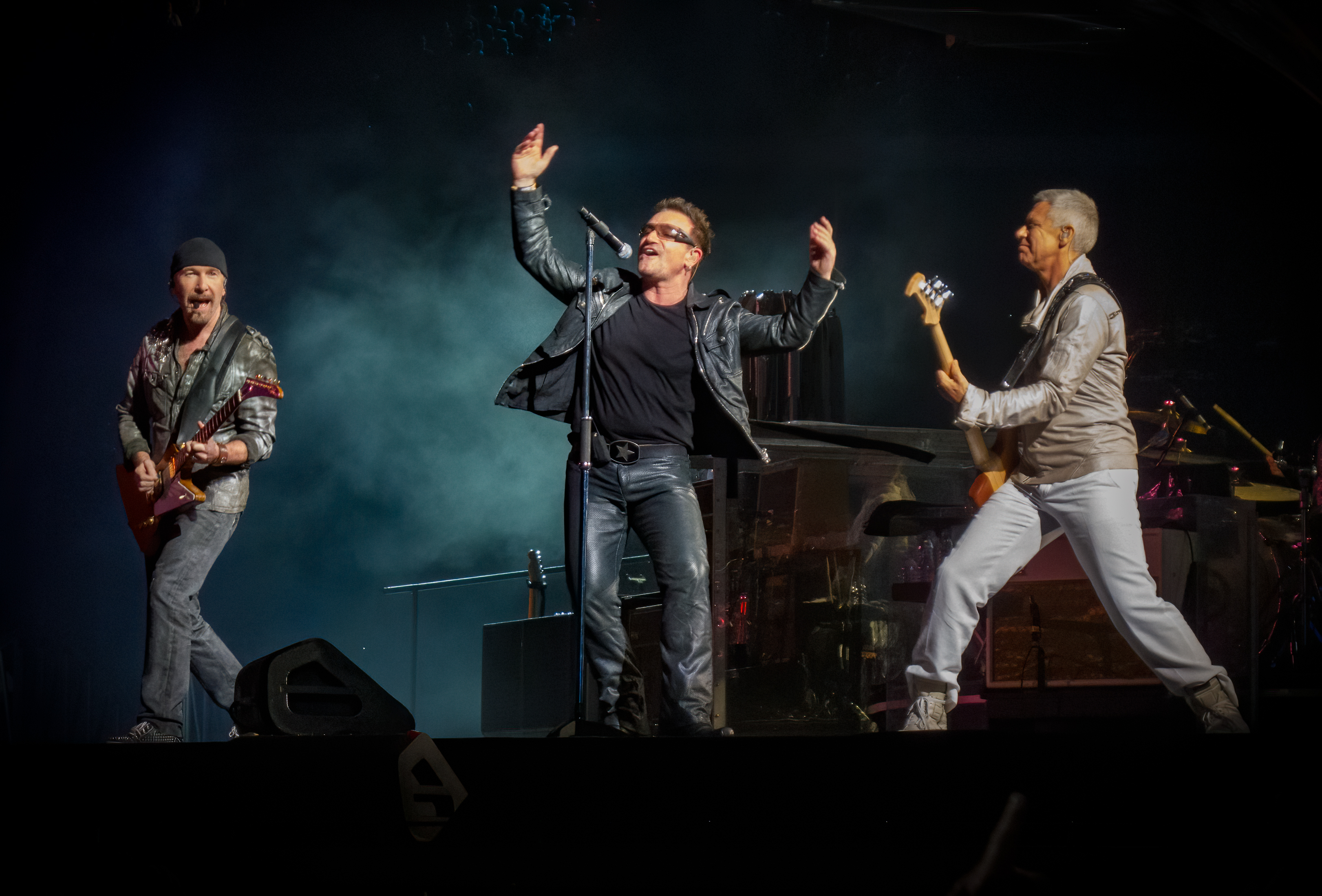
A U2 a 360° Touron

| Helyezés | Legjobb helyezés | Bruttó bevétel | Inflációval kiigazított bevétel (2023 dollár) | Előadó                            | Turné neve                        | Év(ek)    | Koncertek száma | Átlag bevétel | For.   |
| -------- | ---------------- | -------------- | --------------------------------------------- | --------------------------------- | --------------------------------- | --------- | --------------- | ------------- | ------ |
| 1        | 1                | $2 077 618 725 | $2 077 618 725                                | Taylor Swift                      | The Eras Tour                     | 2023–2024 | 149             | $13 943 750   | [ 9 ]  |
| 2        | 2                | $1 269 044 120 | $1 269 044 120                                | Coldplay                          | Music of the Spheres World Tour † | 2022–2025 | 194             | $6 541 465    | [ 11 ] |
| 3        | 1                | $939 100 000   | $939 100 000                                  | Elton John                        | Farewell Yellow Brick Road        | 2018–2023 | 330             | $2 845 758    | [ 12 ] |
| 4        | 1                | $776 200 000   | $925 014 604                                  | Ed Sheeran                        | ÷ Tour                            | 2017–2019 | 255             | $3 043 922    | [ 13 ] |
| 5        | 1                | $736 421 586   | $997 437 284                                  | U2                                | U2 360° Tour                      | 2009–2011 | 110             | $6 694 742    | [ 14 ] |
| 6        | 6                | $630 792 517   | $630 792 517                                  | Bruce Springsteen · E Street Band | 2023–2025 Tour †                  | 2023–2025 | 110             | $5 734 477    | [ A ]  |
| 7        | 4                | $617 300 000   | $617 300 000                                  | Harry Styles                      | Love On Tour                      | 2021–2023 | 169             | $3 652 663    | [ 15 ] |
| 8        | 8                | $584 700 000   | $584 700 000                                  | Pink                              | Summer Carnival                   | 2023–2024 | 97              | $6 027 835    | [ 16 ] |
| 9        | 7                | $584 551 454   | $584 551 454                                  | Ed Sheeran                        | +–=÷× Tour †                      | 2022–2025 | 103             | $5 675 257    | [ 17 ] |
| 10       | 7                | $584 200 000   | $696 203 983                                  | Guns N’ Roses                     | Not in This Lifetime... Tour      | 2016–2019 | 158             | $3 697 468    | [ 18 ] |
| 11       | 7                | $579 879 268   | $579 879 268                                  | Beyoncé                           | Renaissance World Tour            | 2023      | 56              | $10 353 571   | [ 19 ] |
| 12       | 1                | $558 255 524   | $820 315 772                                  | The Rolling Stones                | A Bigger Bang Tour                | 2005–2007 | 144             | $3 876 774    | [ 20 ] |
| 13       | 5                | $546 500 000   | $614 485 325                                  | The Rolling Stones                | No Filter Tour                    | 2017–2021 | 58              | $9 422 414    | [ 21 ] |
| 14       | 3                | $523 033 675   | $650 135 260                                  | Coldplay                          | A Head Full of Dreams Tour        | 2016–2017 | 114             | $4 588 015    | [ 22 ] |
| 15       | 3                | $459 000 000   | $600 372 000                                  | Roger Waters                      | The Wall Live                     | 2010–2013 | 219             | $2 094 401    | [ 23 ] |
| 16       | 3                | $441 900 000   | $617 432 687                                  | AC/DC                             | Black Ice World Tour              | 2008–2010 | 165             | $2 678 182    | [ 24 ] |
| 17       | 8                | $430 000 000   | $512 440 453                                  | Metallica                         | WorldWired Tour                   | 2016–2019 | 143             | $3 006 993    | [ 25 ] |
| 18       | 2                | $411 000 000   | $583 700 326                                  | Madonna                           | Sticky & Sweet Tour               | 2008–2009 | 85              | $4 835 294    | [ 3 ]  |
| 19       | 10               | $397 300 000   | $473 471 144                                  | Pink                              | Beautiful Trauma World Tour       | 2018–2019 | 156             | $2 546 795    | [ 26 ] |
| 20       | 20               | $390 800 000   | $390 800 000                                  | Red Hot Chili Peppers             | Unlimited Love Tour               | 2022–2024 | 119             | $3 284 034    | [ 27 ] |

### A legnagyobb bevételt hozó turné idővonala
| Rekordállítás éve | Előadó                                  | Turné neve                       | Rekordot jelentő bruttó bevétel | For.   |
| ----------------- | --------------------------------------- | -------------------------------- | ------------------------------- | ------ |
| 1984              | The Jacksons                            | Victory Tour                     | $75 000 000                     | [ 28 ] |
| 1985              | Bruce Springsteen and the E Street Band | Born in the U.S.A. Tour          | $90 000 000                     | [ 29 ] |
| 1989              | Michael Jackson                         | Bad                              | $125 000 000                    | [ 30 ] |
| 1989              | Pink Floyd                              | A Momentary Lapse of Reason Tour | $135 000 000                    | [ 31 ] |
| 1990              | The Rolling Stones                      | Steel Wheels/Urban Jungle Tour   | $175 000 000                    | [ 32 ] |
| 1994              | Pink Floyd                              | The Division Bell Tour           | $250 000 000                    | [ 33 ] |
| 1995              | The Rolling Stones                      | Voodoo Lounge Tour               | $320 000 000                    | [ 34 ] |
| 2006              | U2                                      | Vertigo Tour                     | $333 000 000                    | [ 35 ] |
| 2006              | The Rolling Stones                      | A Bigger Bang Tour               | $437 000 000                    | [ 36 ] |
| 2007              | The Rolling Stones                      | A Bigger Bang Tour               | $558 255 524                    | [ 20 ] |
| 2011              | U2                                      | U2 360° Tour                     | $736 421 586                    | [ 14 ] |
| 2019              | Ed Sheeran                              | ÷ Tour                           | $776 200 000                    | [ 13 ] |
| 2023              | Elton John                              | Farewell Yellow Brick Road       | $939 100 000                    | [ 12 ] |
| 2023              | Taylor Swift                            | The Eras Tour                    | $1 039 263 762                  | [ 5 ]  |
| 2024              | Taylor Swift                            | The Eras Tour                    | $2 077 618 725                  | [ 9 ]  |

## Legnagyobb bevételt hozó turnék évtizedenként

### 1980-as évek

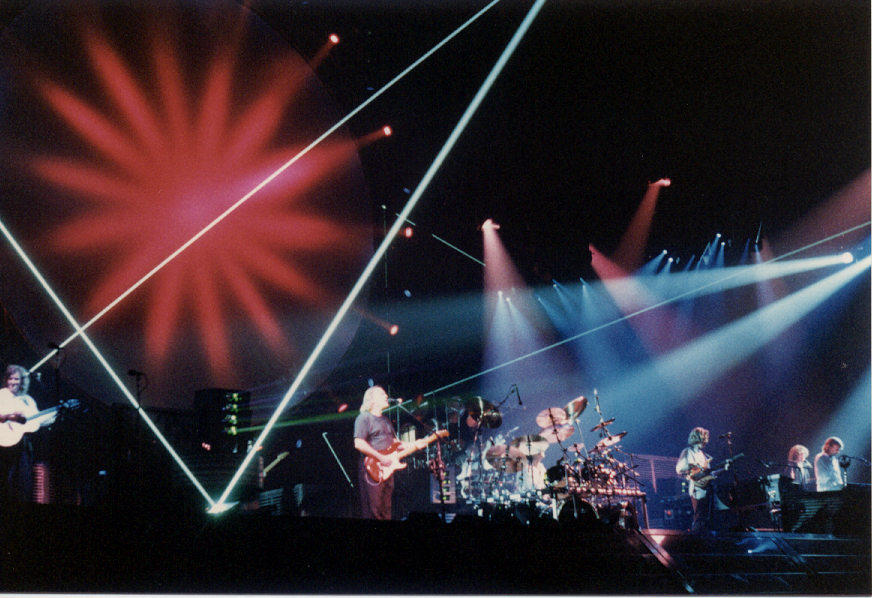
A Pink Floyd a A Momentary Lapse of Reason Touron
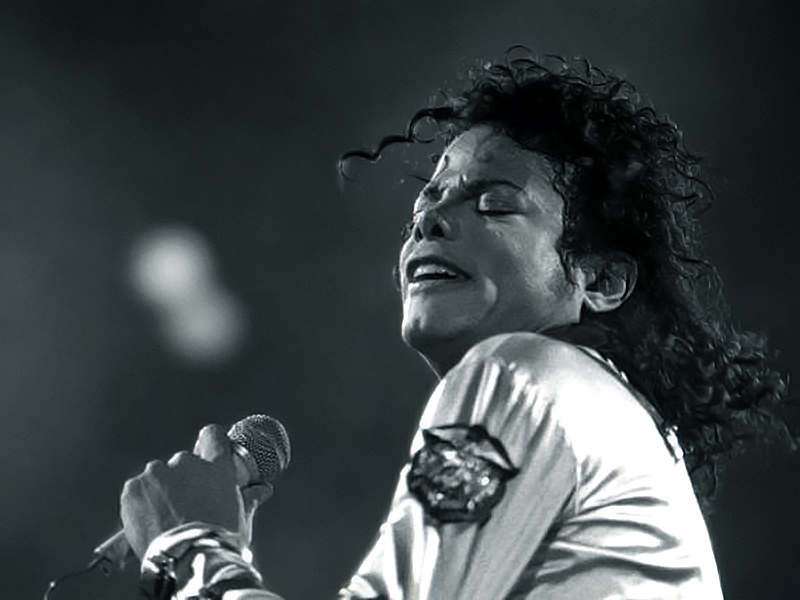
Michael Jackson a Bad World Touron
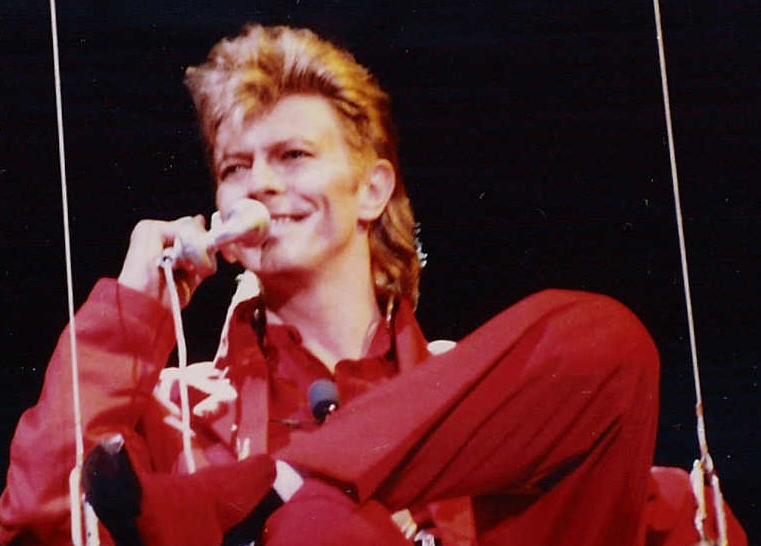
David Bowie a Glass Spider Touron

| Helyezés | Bruttó bevétel | Inflációval kiigazított bevétel (2023 dollár) | Előadó                                  | Turné neve                            | Év(ek)    | Koncertek száma | Átlag bevétel | For.   |
| -------- | -------------- | --------------------------------------------- | --------------------------------------- | ------------------------------------- | --------- | --------------- | ------------- | ------ |
| 1        | $135 000 000   | $331 828 188                                  | Pink Floyd                              | A Momentary Lapse of Reason Tour      | 1987–1989 | 197             | $685 279      | [ 31 ] |
| 2        | $125 000 000   | $307 248 322                                  | Michael Jackson                         | Bad                                   | 1987–1989 | 123             | $1 016 260    | [ 30 ] |
| 3        | $98 000 000    | $240 882 685                                  | The Rolling Stones                      | Steel Wheels Tour                     | 1989 *    | 60              | $1 633 333    | [ 37 ] |
| 4        | $90 000 000    | $254 962 871                                  | Bruce Springsteen and the E Street Band | Born in the U.S.A. Tour               | 1984–1985 | 156             | $576 923      | [ 29 ] |
| 5        | $86 000 000    | $230 643 234                                  | David Bowie                             | Glass Spider Tour                     | 1987      | 86              | $1 000 000    | [ 38 ] |
| 6        | $75 000 000    | $219 955 157                                  | The Jacksons                            | Victory Tour                          | 1984      | 55              | $1 363 636    | [ 28 ] |
| 7        | $60 000 000    | $160 913 884                                  | Genesis                                 | Invisible Touch Tour                  | 1986–1987 | 111             | $540 541      | [ 39 ] |
| 8        | $60 000 000    | $154 575 127                                  | Tina Turner                             | Break Every Rule World Tour           | 1987–1988 | 220             | $272 727      | [ 40 ] |
| 9        | $56 000 000    | $150 186 292                                  | U2                                      | The Joshua Tree Tour                  | 1987      | 109             | $513 761      | [ 41 ] |
| 10       | $50 000 000    | $167 569 546                                  | The Rolling Stones                      | The Rolling Stones American Tour 1981 | 1981      | 50              | $1 000 000    | [ 42 ] |

### 1990-es évek

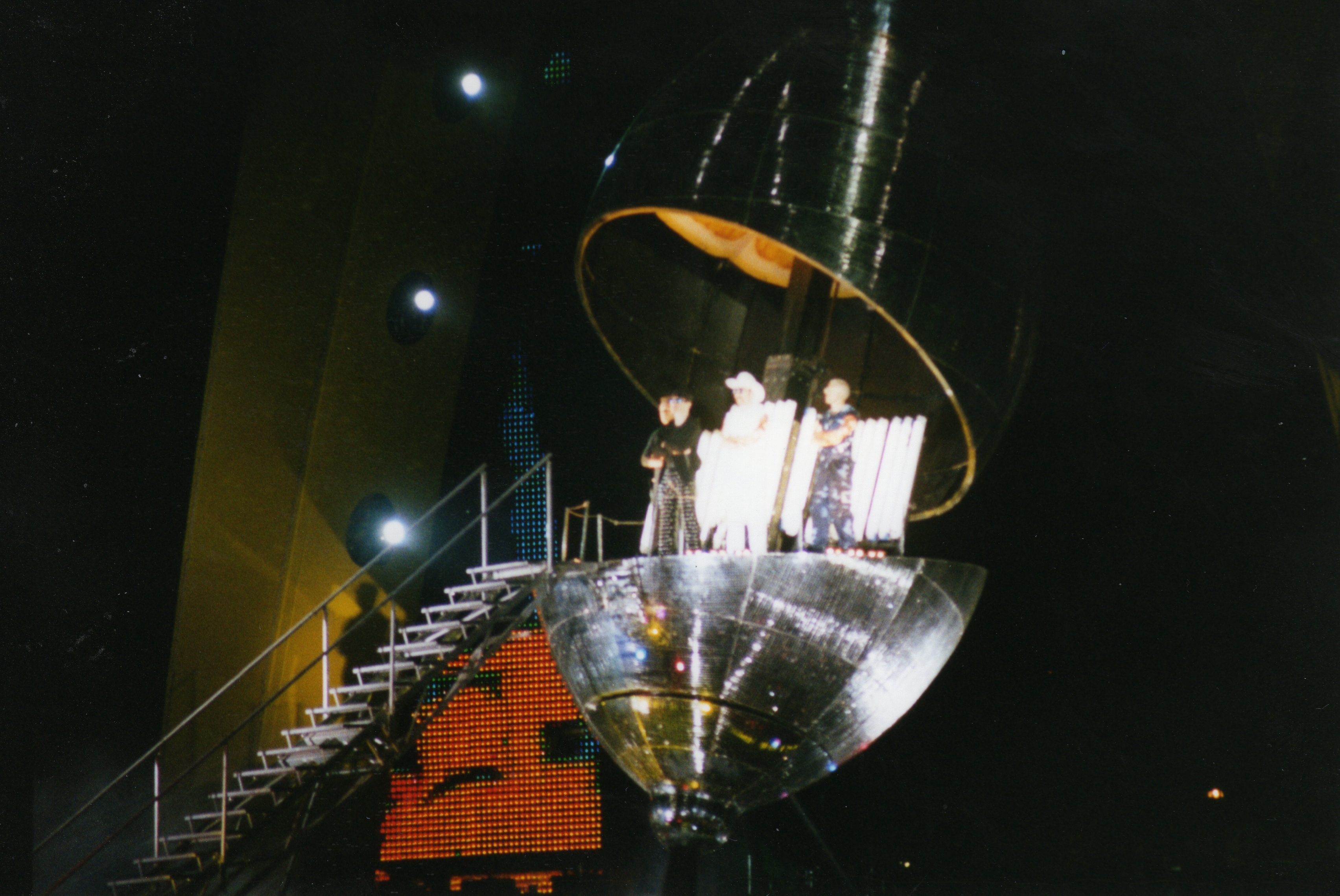
A U2 a PopMart Touron
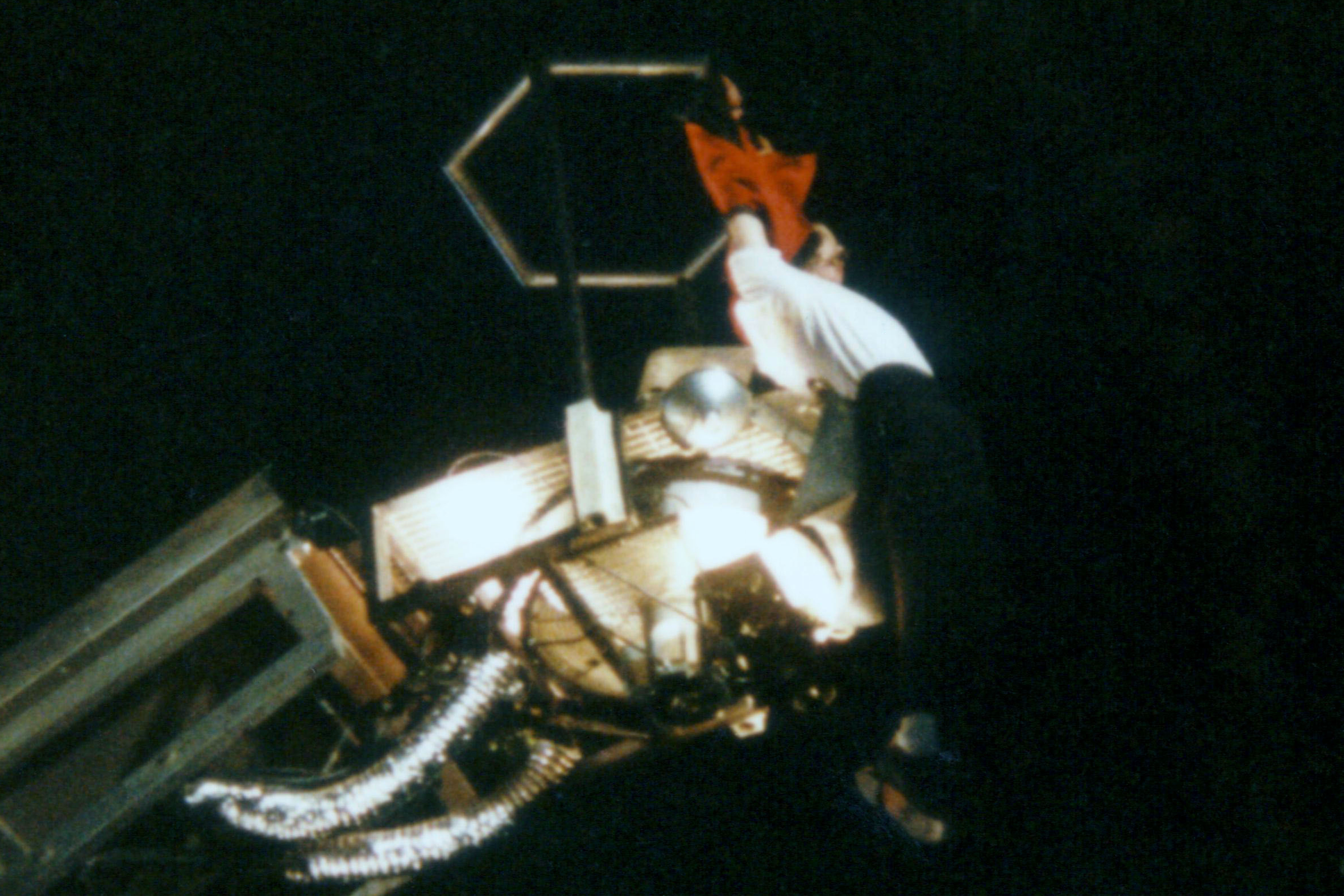
Michael Jackson a HIStory World Touron
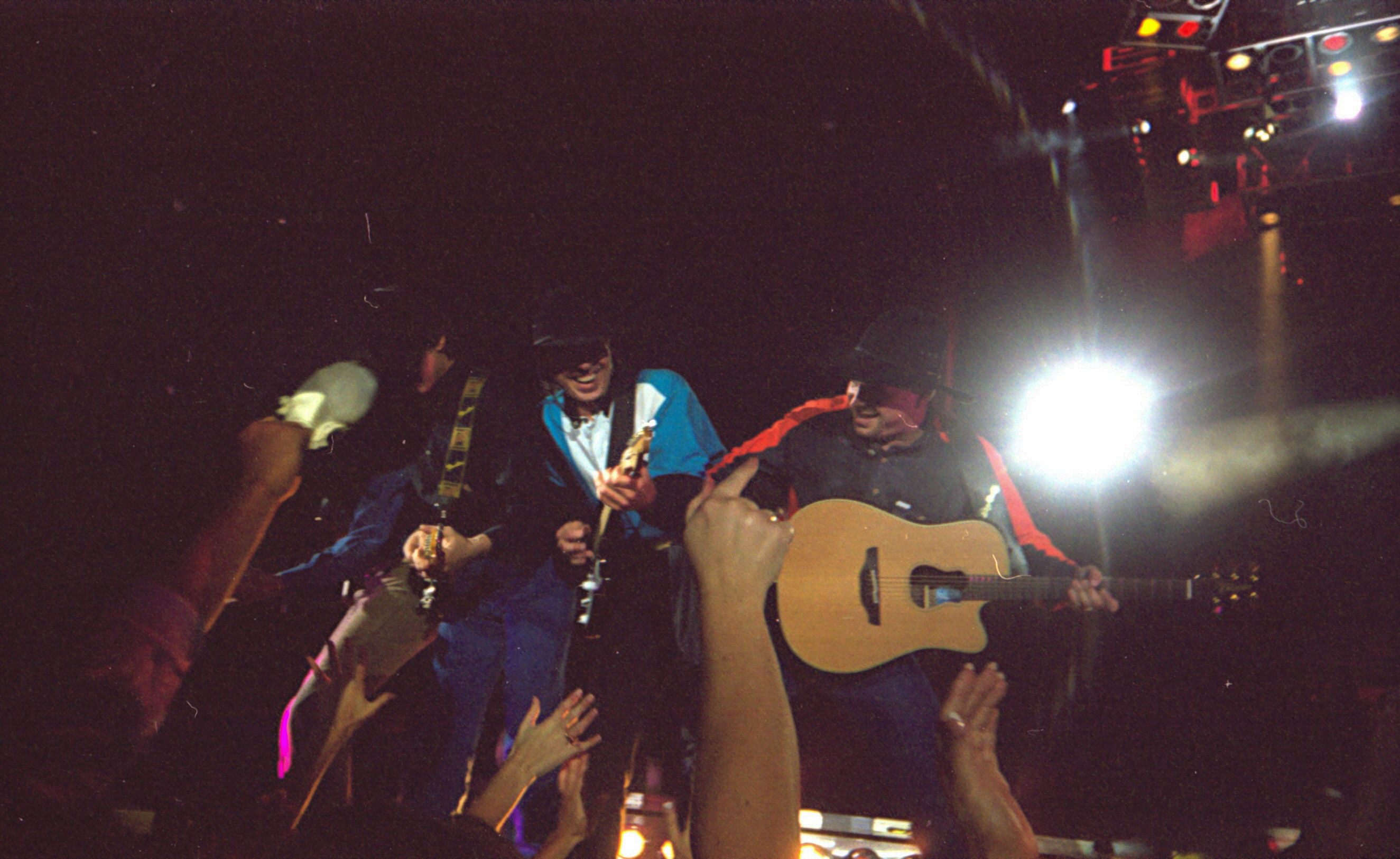
Garth Brooks a Garth Brooks World Touron

| Helyezés | Bruttó bevétel | Inflációval kiigazított bevétel (2023 dollár) | Előadó             | Turné neve                       | Év(ek)    | Koncertek száma | Átlag bevétel | For.   |
| -------- | -------------- | --------------------------------------------- | ------------------ | -------------------------------- | --------- | --------------- | ------------- | ------ |
| 1        | $320 000 000   | $639 860 231                                  | The Rolling Stones | Voodoo Lounge Tour               | 1994–1995 | 129             | $2 480 620    | [ 34 ] |
| 2        | $274 000 000   | $512 197 632                                  | The Rolling Stones | Bridges to Babylon Tour          | 1997–1998 | 108             | $2 537 037    | [ 43 ] |
| 3        | $250 000 000   | $513 920 072                                  | Pink Floyd         | The Division Bell Tour           | 1994      | 120             | $2 083 333    | [ 33 ] |
| 4        | $173 610 864   | $325 844 705                                  | U2                 | PopMart Tour                     | 1997–1998 | 93              | $1 866 783    | [ 44 ] |
| 5        | $165 000 000   | $313 171 642                                  | Michael Jackson    | HIStory World Tour               | 1996–1997 | 83              | $1 987 952    | [ 45 ] |
| 6        | $152 900 000   | $297 040 611                                  | Eagles             | Hell Freezes Over Tour           | 1994–1996 | 122             | $1 274 107    | [ B ]  |
| 7        | $151 000 000   | $318 487 906                                  | U2                 | Zoo TV Tour                      | 1992–1993 | 157             | $961 783      | [ 48 ] |
| 8        | $133 000 000   | $243 257 691                                  | Céline Dion        | Let's Talk About Love World Tour | 1998–1999 | 97              | $1 371 134    | [ 49 ] |
| 9        | $130 000 000   | $246 741 294                                  | Tina Turner        | Wildest Dreams Tour              | 1996–1997 | 255             | $509 804      | [ 50 ] |
| 10       | $105 000 000   | $196 280 114                                  | Garth Brooks       | The Garth Brooks World Tour      | 1996–1998 | 220             | $477 273      | [ 51 ] |

### 2000-es évek

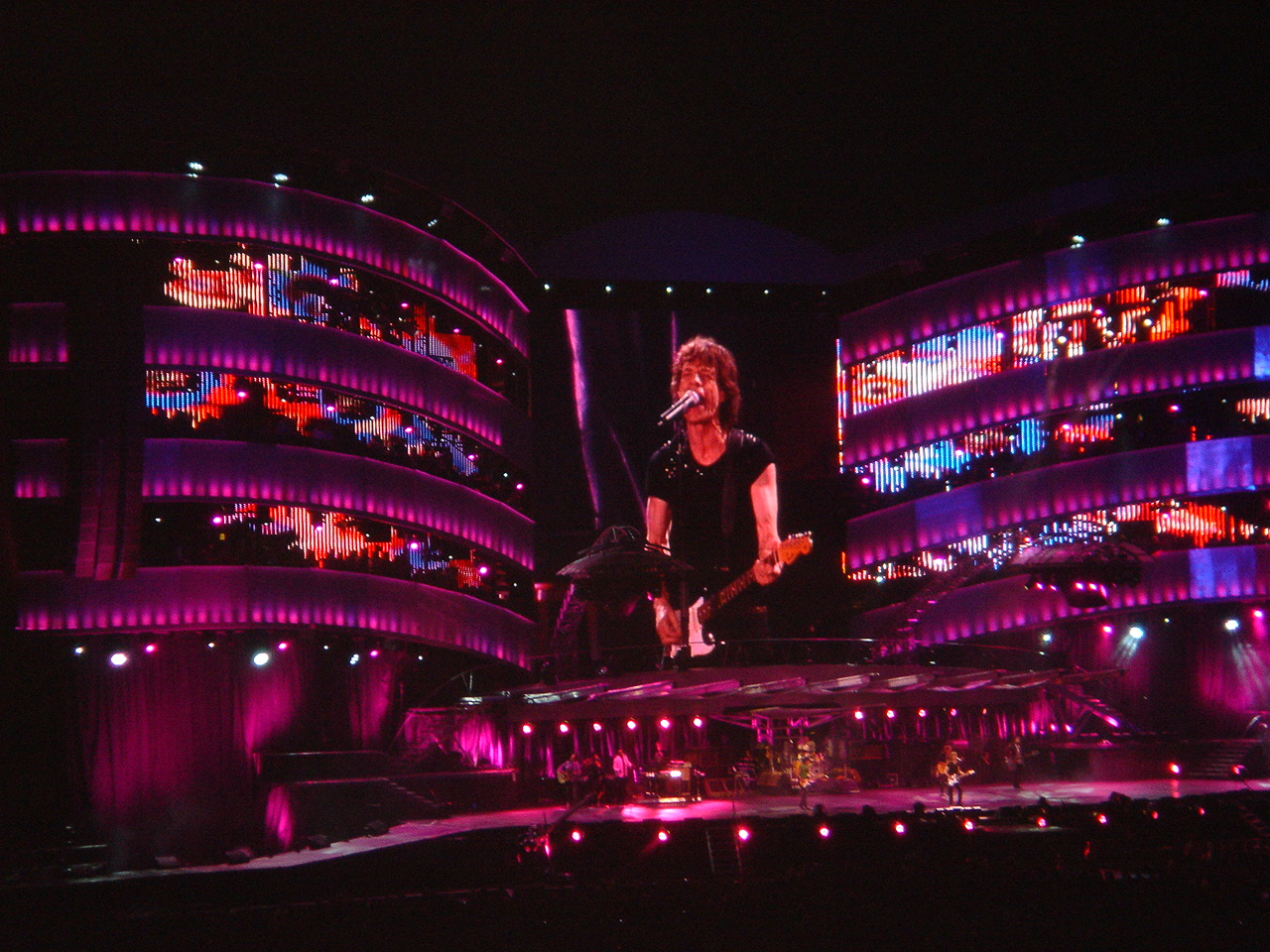
A The Rolling Stones a A Bigger Bang Touron
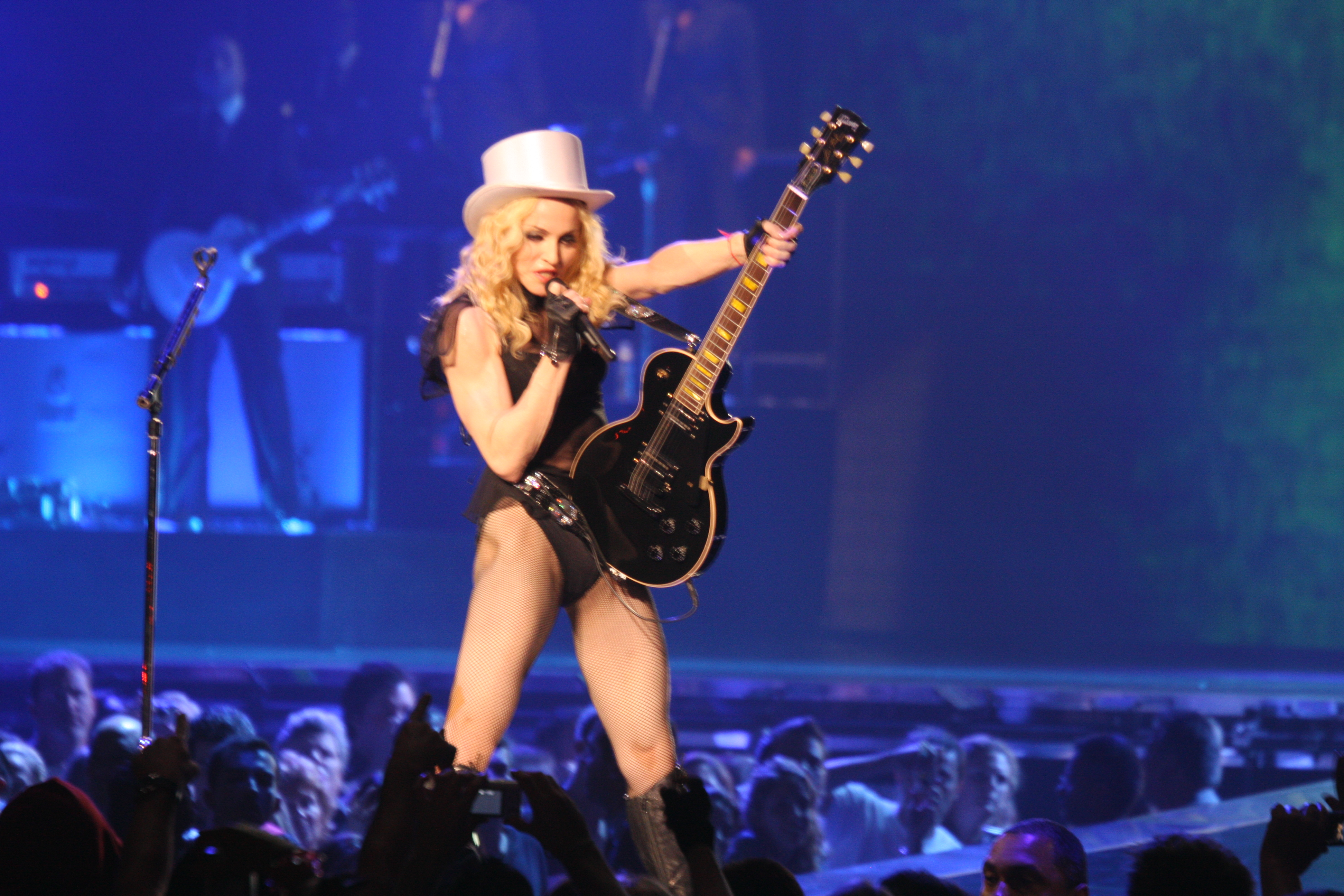
Madonna a Sticky & Sweet Touron
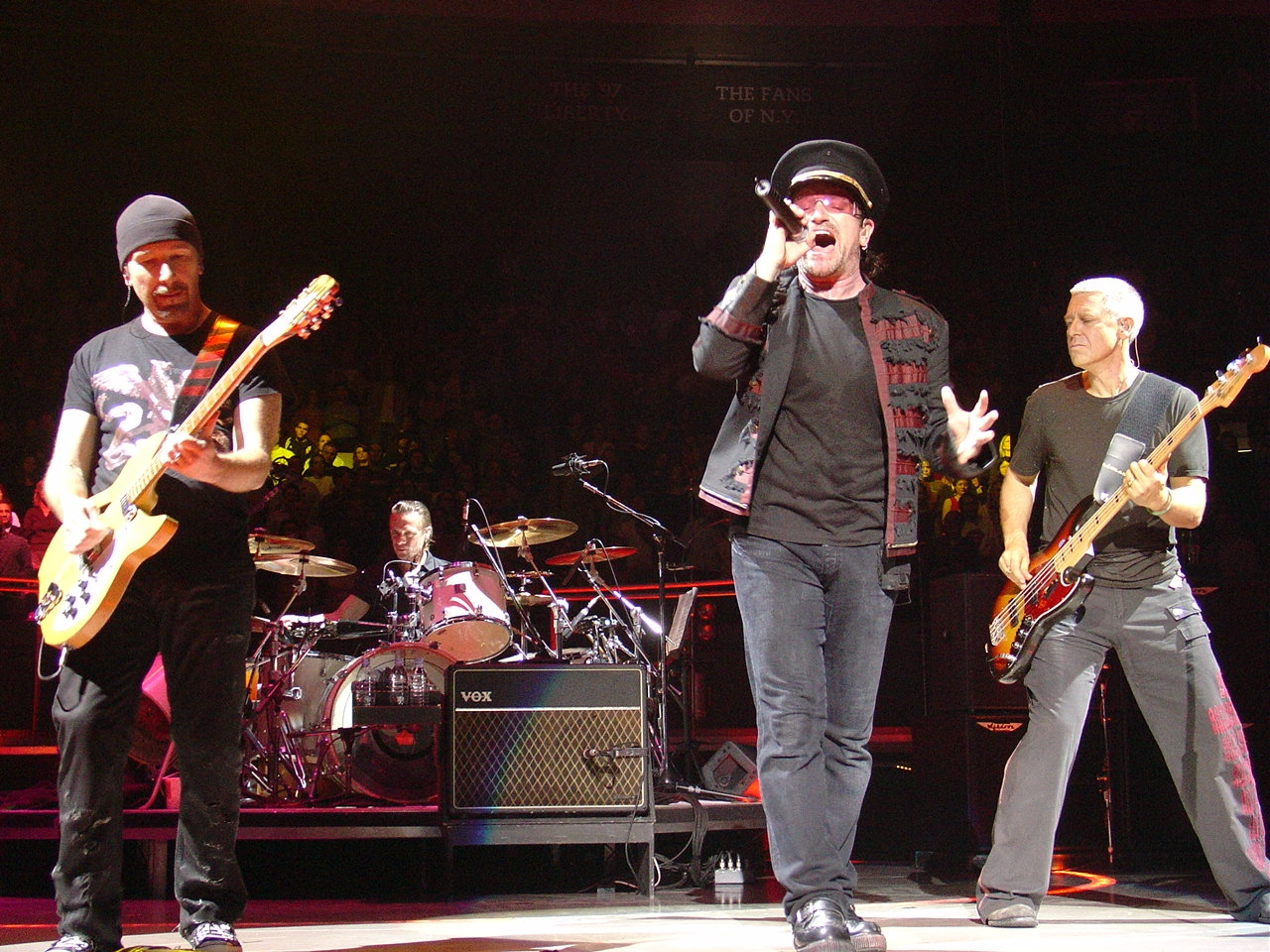
A U2 a Vertigo Touron

| Helyezés | Bruttó bevétel | Inflációval kiigazított bevétel (2023 dollár) | Előadó                                  | Turné neve                      | Év(ek)      | Koncertek száma | Átlag bevétel | For.   |
| -------- | -------------- | --------------------------------------------- | --------------------------------------- | ------------------------------- | ----------- | --------------- | ------------- | ------ |
| 1        | $558 255 524   | $820 315 772                                  | The Rolling Stones                      | A Bigger Bang Tour              | 2005–2007   | 144             | $3 876 774    | [ 20 ] |
| 2        | $411 000 000   | $583 700 326                                  | Madonna                                 | Sticky & Sweet Tour             | 2008–2009   | 85              | $4 835 294    | [ 3 ]  |
| 3        | $389 000 000   | $587 930 670                                  | U2                                      | Vertigo Tour                    | 2005–2006   | 131             | $2 969 466    | [ 52 ] |
| 4        | $358 825 665   | $507 791 003                                  | The Police                              | The Police Reunion Tour         | 2007–2008   | 146             | $2 457 710    | [ 53 ] |
| 5        | $311 637 730   | $442 586 483                                  | U2                                      | U2 360° Tour                    | 2009 *      | 44              | $7 082 676    | [ C ]  |
| 6        | $311 000 000   | $515 107 815                                  | The Rolling Stones                      | Licks Tour                      | 2002–2003   | 117             | $2 658 120    | [ 43 ] |
| 7        | $279 200 000   | $394 814 332                                  | Céline Dion                             | Taking Chances World Tour       | 2008–2009   | 129             | $2 164 341    | [ D ]  |
| 8        | $264 100 000   | $375 073 616                                  | AC/DC                                   | Black Ice World Tour            | 2008–2009 * | 127             | $2 079 528    | [ E ]  |
| 9        | $250 000 000   | $390 015 335                                  | Cher                                    | Living Proof: The Farewell Tour | 2002–2005   | 325             | $769 231      | [ F ]  |
| 10       | $235 000 000   | $332 559 505                                  | Bruce Springsteen and the E Street Band | Magic Tour                      | 2007–2008   | 104             | $2 259 615    | [ 62 ] |

### 2010-es évek

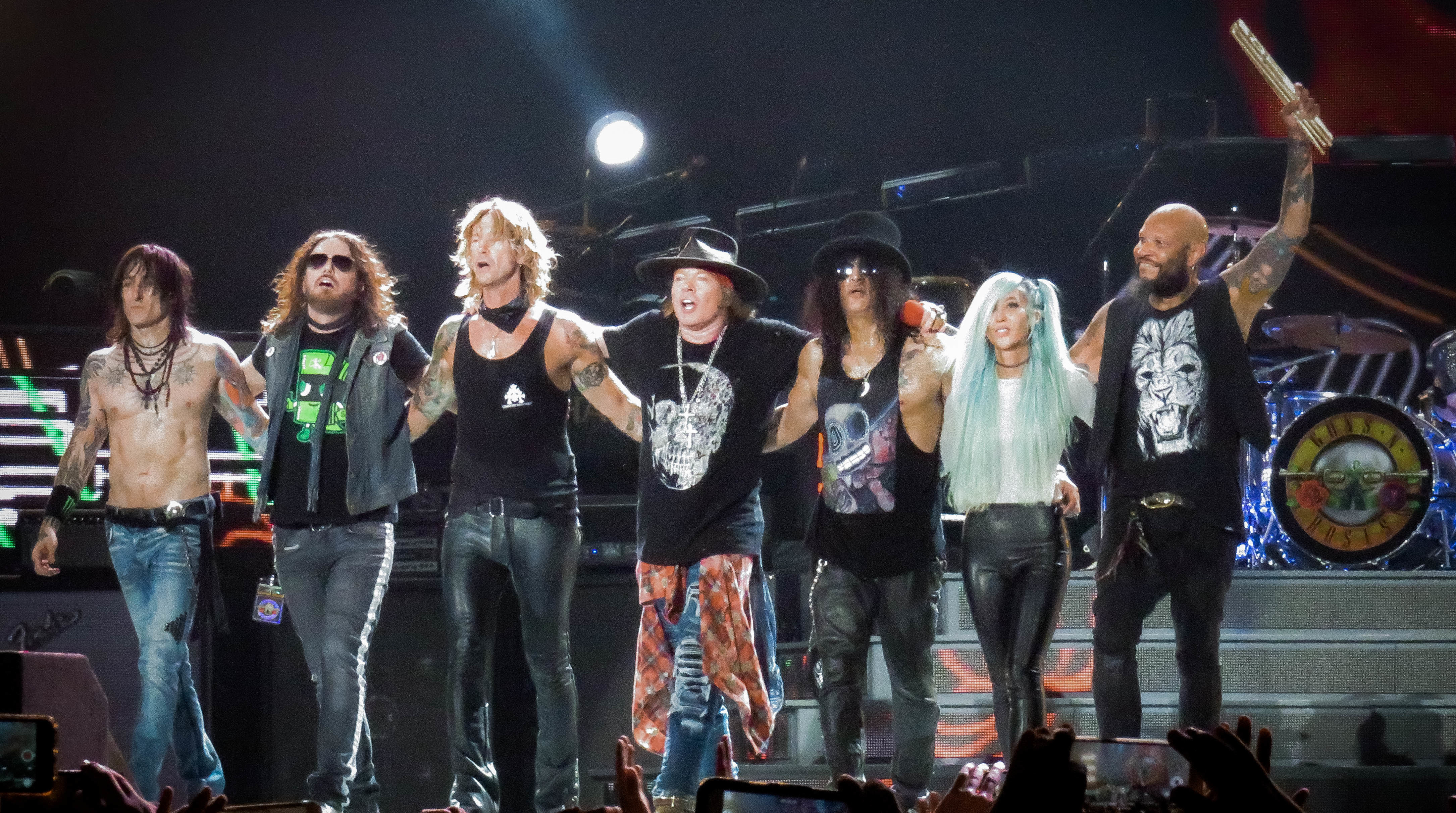
A Guns N’ Roses a Not in This Lifetime... Touron
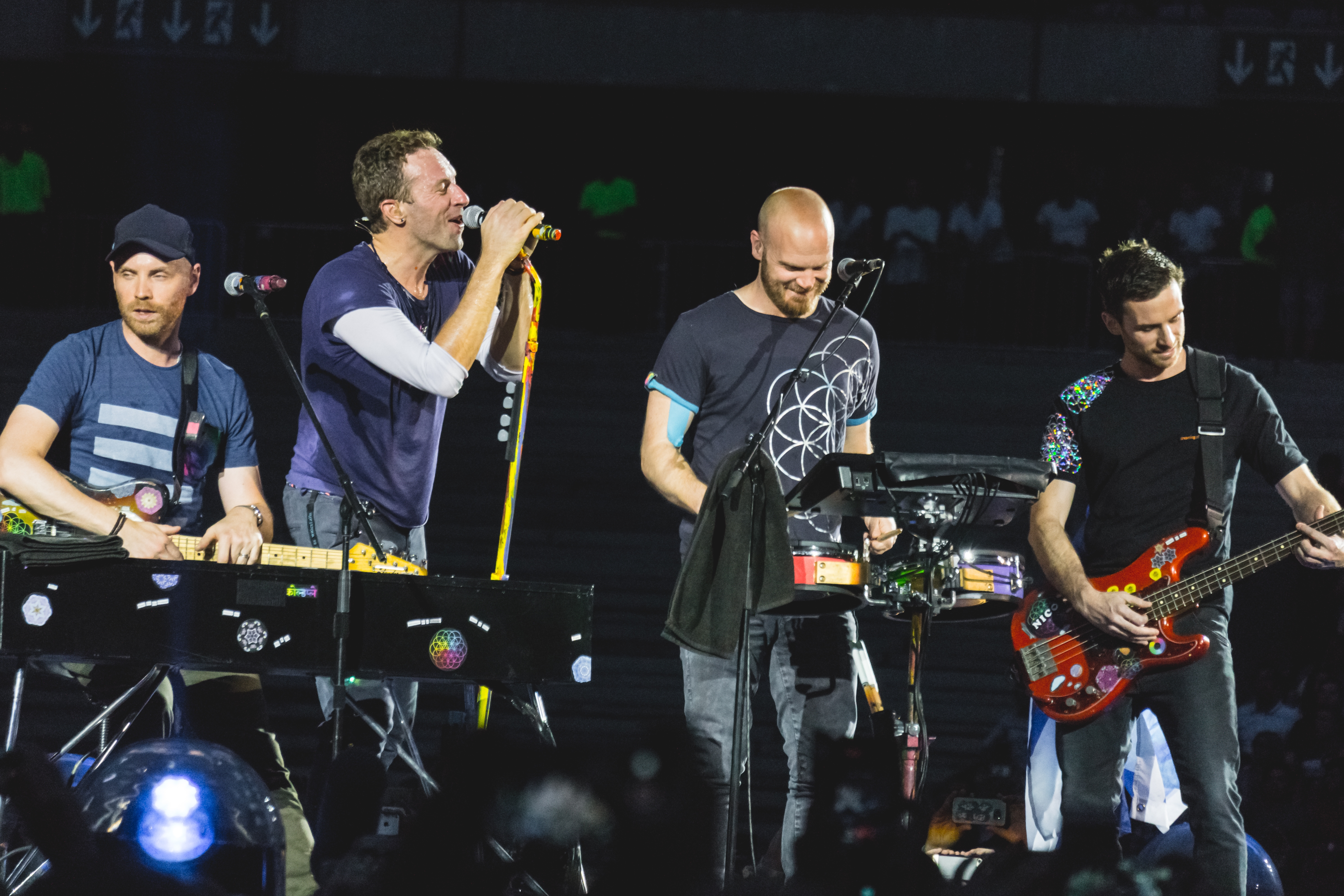
A Coldplay a A Head Full of Dreams Touron
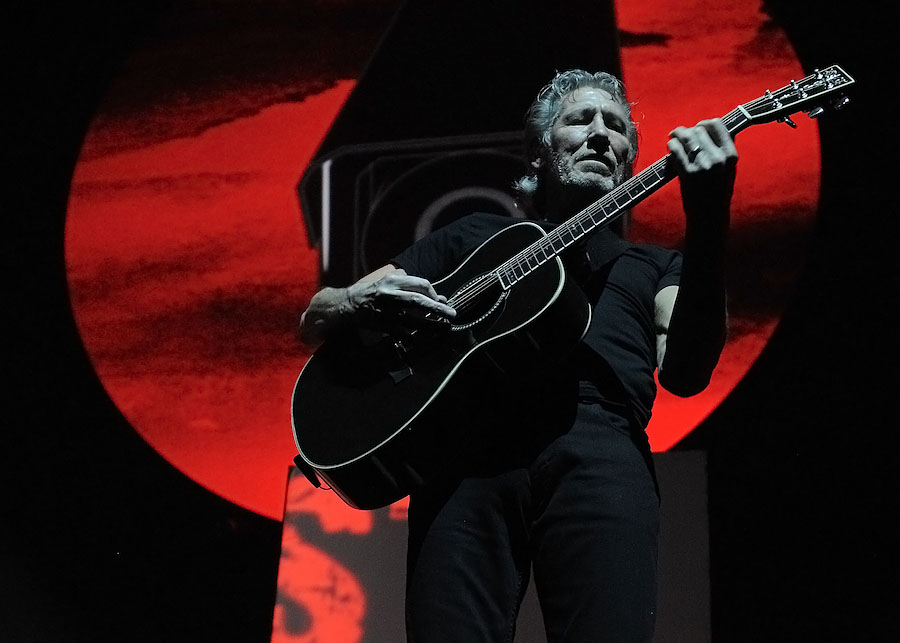
Roger Waters a the Wall Live-on

| Helyezés | Bruttó bevétel | Inflációval kiigazított bevétel (2023 dollár) | Előadó             | Turné neve                          | Év(ek)      | Koncertek száma | Átlag bevétel | For.   |
| -------- | -------------- | --------------------------------------------- | ------------------ | ----------------------------------- | ----------- | --------------- | ------------- | ------ |
| 1        | $776 200 000   | $925 014 604                                  | Ed Sheeran         | ÷ Tour                              | 2017–2019   | 255             | $3 043 922    | [ 13 ] |
| 2        | $584 200 000   | $696 203 983                                  | Guns N’ Roses      | Not in This Lifetime... Tour        | 2016–2019   | 158             | $3 697 468    | [ 18 ] |
| 3        | $523 033 675   | $650 135 260                                  | Coldplay           | A Head Full of Dreams Tour          | 2016–2017   | 114             | $4 588 015    | [ 22 ] |
| 4        | $459 000 000   | $600 372 000                                  | Roger Waters       | The Wall                            | 2010–2013   | 219             | $2 094 401    | [ 23 ] |
| 5        | $424 783 856   | $575 343 341                                  | U2                 | U2 360° Tour                        | 2010–2011 * | 66              | $6 436 119    | [ C ]  |
| 6        | $430 000 000   | $512 440 453                                  | Metallica          | WorldWired Tour                     | 2016–2019   | 143             | $3 006 993    | [ 25 ] |
| 7        | $415 600 000   | $495 279 656                                  | The Rolling Stones | No Filter Tour                      | 2017–2019 * | 44              | $9 445 455    | [ 63 ] |
| 8        | $397 300 000   | $473 471 144                                  | Pink               | Beautiful Trauma World Tour         | 2018–2019   | 156             | $2 546 795    | [ 26 ] |
| 9        | $390 778 581   | $485 741 065                                  | U2                 | The Joshua Tree Tours 2017 and 2019 | 2017, 2019  | 66              | $5 920 888    | [ 64 ] |
| 10       | $367 700 000   | $446 151 763                                  | Bruno Mars         | 24K Magic World Tour                | 2017–2018   | 196             | $1 876 020    | [ G ]  |

### 2020-as évek

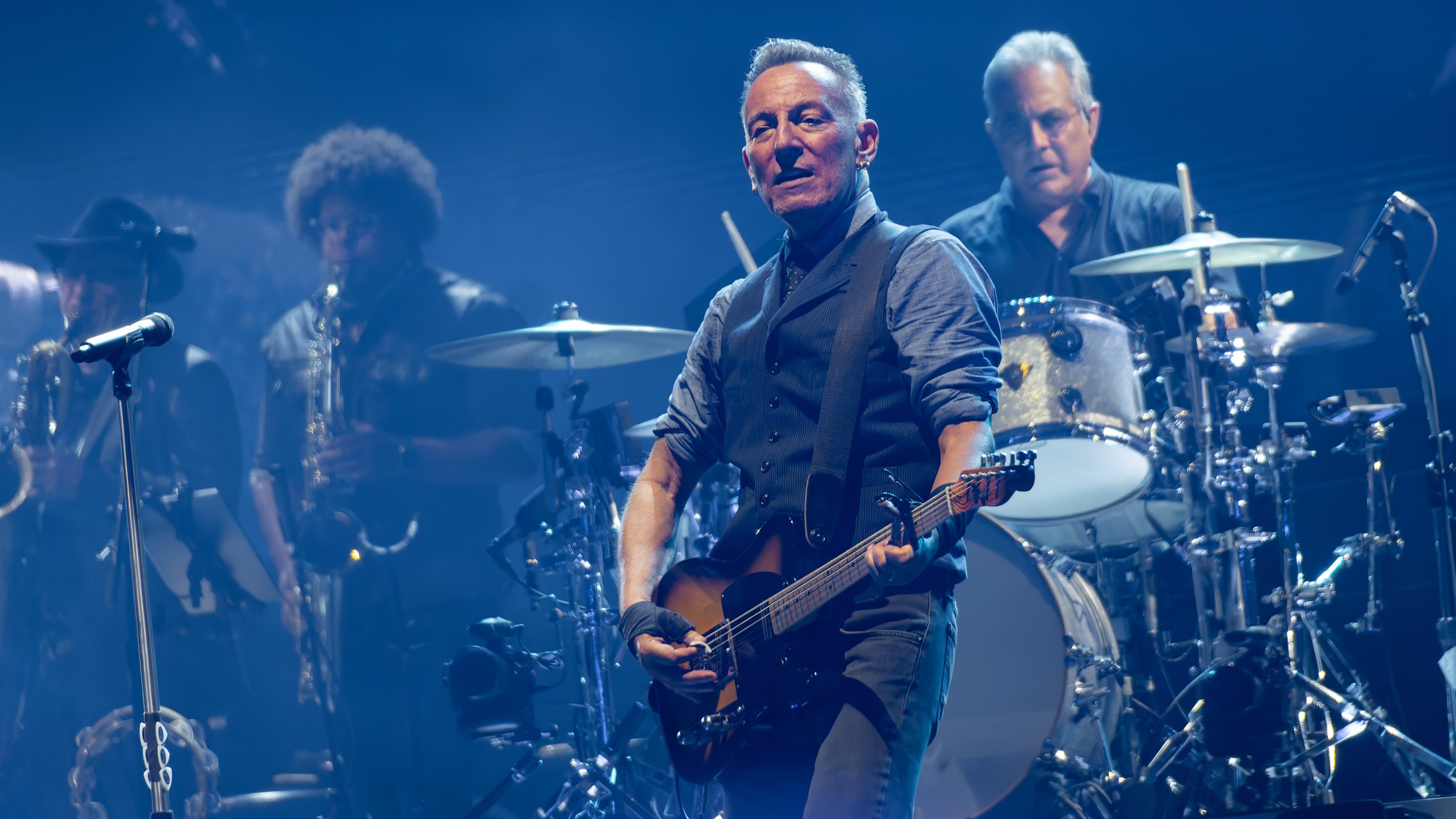
Bruce Springsteen és az E Street Band a 2023–2025 Touron
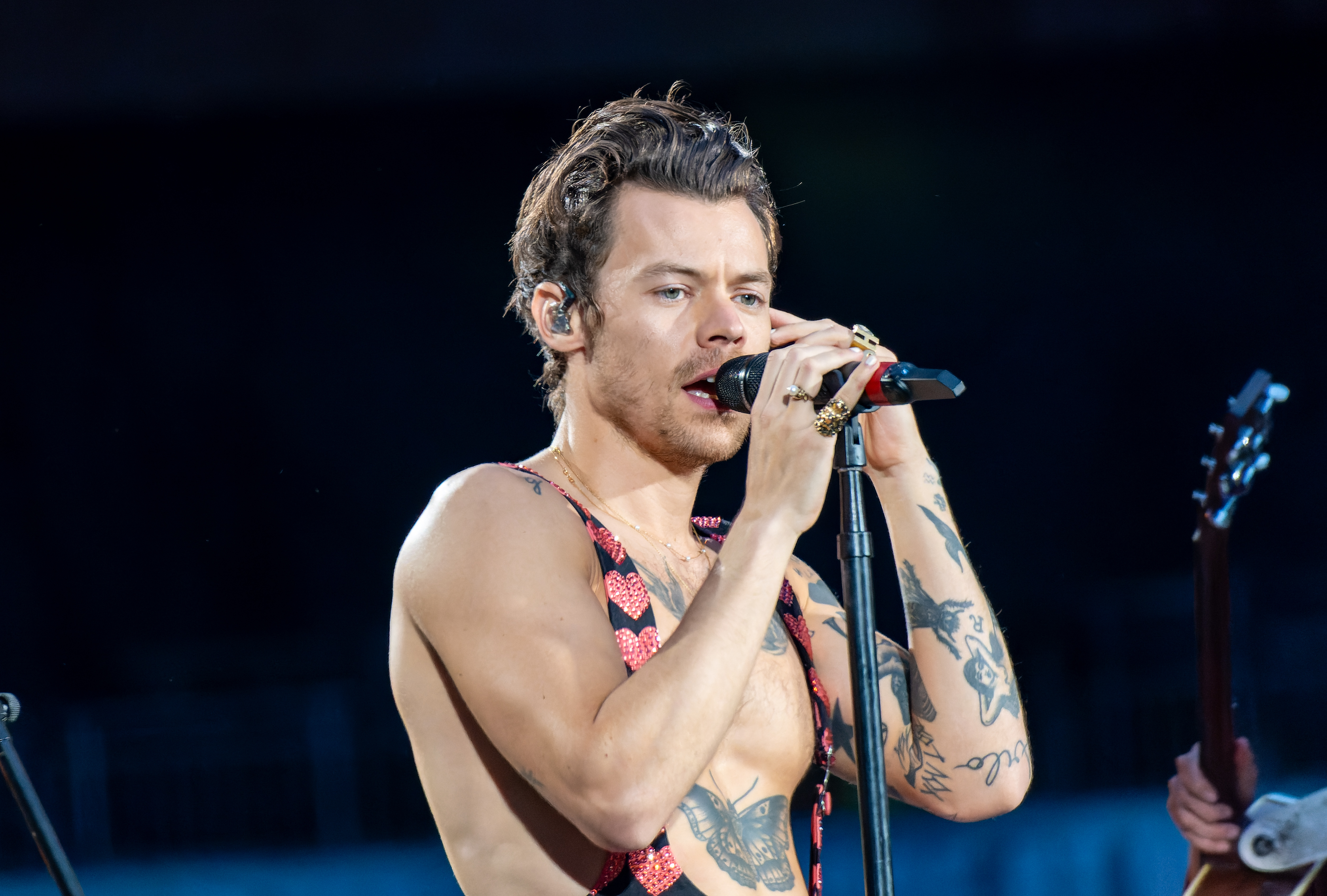
Harry Styles a Love On Touron
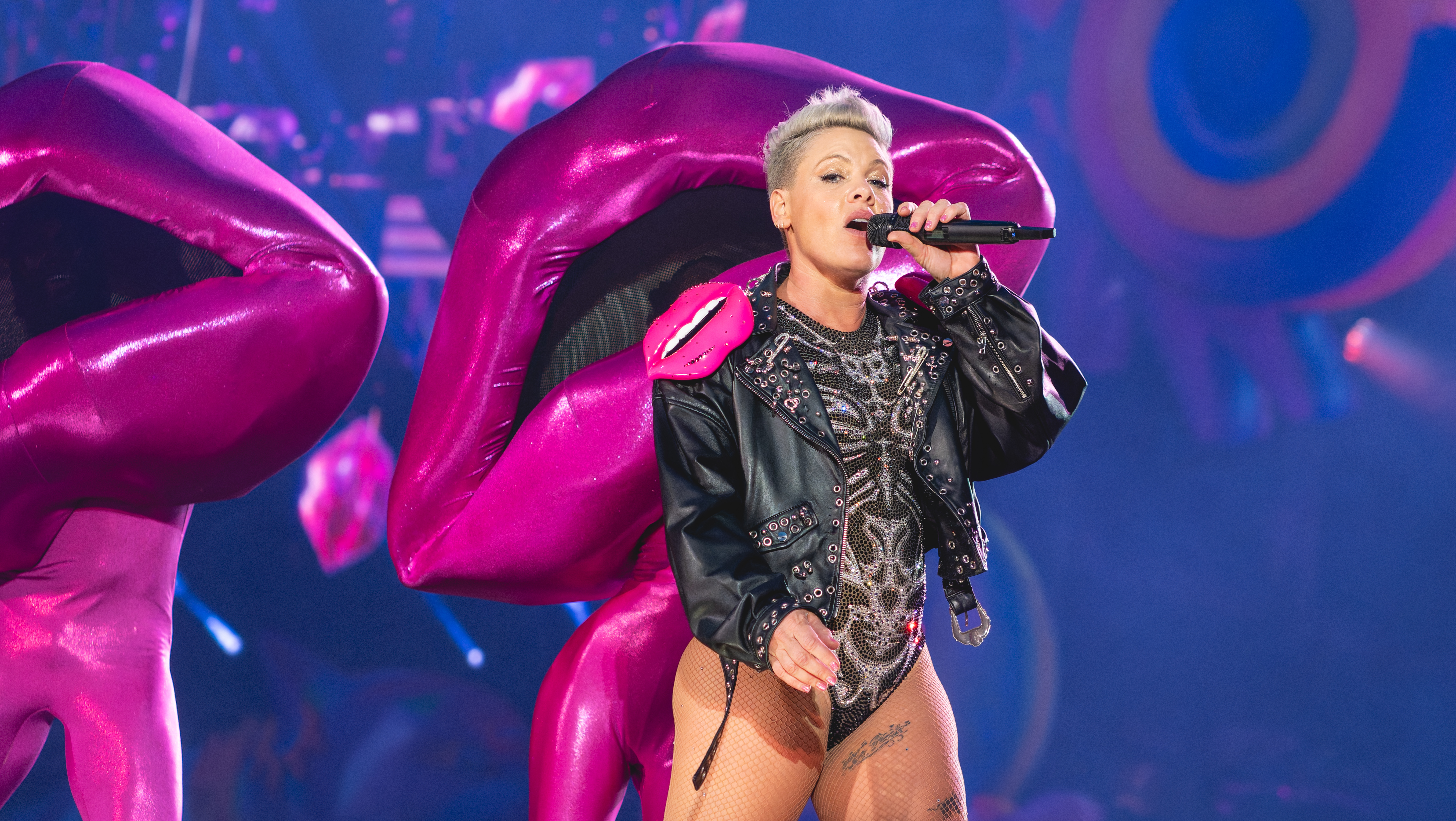
Pink a Summer Carnival turnén

| Helyezés | Bruttó bevétel | Inflációval kiigazított bevétel (2023 dollár) | Előadó                                  | Turné neve                        | Év(ek)      | Koncertek száma | Átlag bevétel | For.   |
| -------- | -------------- | --------------------------------------------- | --------------------------------------- | --------------------------------- | ----------- | --------------- | ------------- | ------ |
| 1        | $2 077 618 725 | $2 077 618 725                                | Taylor Swift                            | The Eras Tour                     | 2023–2024   | 149             | $13 943 750   | [ 9 ]  |
| 2        | $1 269 044 120 | $1 269 044 120                                | Coldplay                                | Music of the Spheres World Tour † | 2022–2025   | 194             | $6 541 465    | [ 11 ] |
| 3        | $630 792 517   | $630 792 517                                  | Bruce Springsteen and the E Street Band | 2023–2025 Tour †                  | 2023–2025   | 110             | $5 734 477    | [ A ]  |
| 4        | $617 300 000   | $617 300 000                                  | Harry Styles                            | Love On Tour                      | 2021–2023   | 169             | $3 652 663    | [ 15 ] |
| 5        | $584 700 000   | $584 700 000                                  | Pink                                    | Summer Carnival                   | 2023–2024   | 97              | $6 027 835    | [ 16 ] |
| 6        | $584 551 454   | $584 551 454                                  | Ed Sheeran                              | +–=÷× Tour †                      | 2022–2024   | 103             | $5 675 257    | [ 17 ] |
| 7        | $579 800 000   | $579 800 000                                  | Beyoncé                                 | Renaissance World Tour            | 2023        | 56              | $10 353 571   | [ 68 ] |
| 8        | $471 400 000   | $471 400 000                                  | Elton John                              | Farewell Yellow Brick Road        | 2020–2023 * | 136             | $3 466 176    | [ H ]  |
| 9        | $390 800 000   | $390 800 000                                  | Red Hot Chili Peppers                   | Unlimited Love Tour               | 2022–2024   | 119             | $3 284 034    | [ 27 ] |
| 10       | $350 985 529   | $350 985 529                                  | The Weeknd                              | After Hours til Dawn Tour         | 2022–2023   | 61              | $5 753 861    | [ 72 ] |

## Legnagyobb bevételt hozó turnék évenként
Ez a lista a legnagyobb bevételt hozó turnékat tartalmazza éves bontásban a Pollstar vagy a Billboard Boxscore (korábban Amusement Business) adatai alapján. A két kiadvány éves adatai eltérhetnek egymástól a bejelentett dátumok eltérő száma vagy az eltérő év végi elszámolási időszak miatt. Például a Pollstar Madonna Sticky & Sweet Tourját a 2008-as év legnagyobb turnéjaként tüntette fel 281,6 millió dollárral, de a Billboard a harmadik helyre sorolta az év végi listáján, mivel nyomon követési időszaka 2008. november 11-én ért véget, így Madonna 20 koncertjét nem vette figyelembe. 2019-ben a Billboard Ed Sheeran ÷ Tourját tüntette fel az év legsikeresebb turnéjaként (223,7 millió dollár), Pink Beautiful Trauma World Tourja (215,2 millió dollár) helyett, ahogy azt a Pollstar jelentette. A Billboard adatában azonban Sheeran 2018. novemberi koncertjeinek bevétele is benne volt, ezért a Pollstar száma közelebb áll a 2019-es naptári évre vonatkozó pontosabb adathoz.

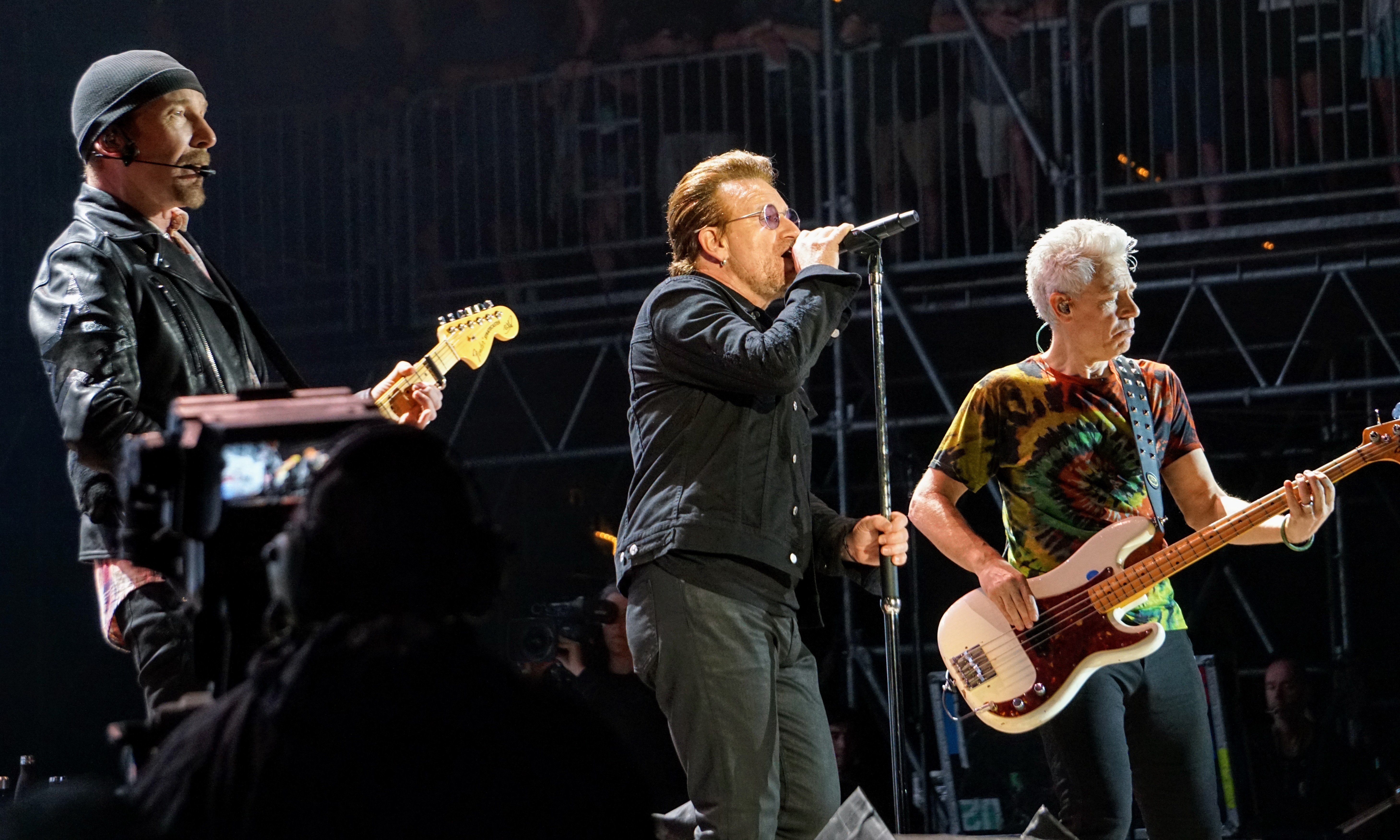
A U2 a 2017-es Joshua Tree turnén
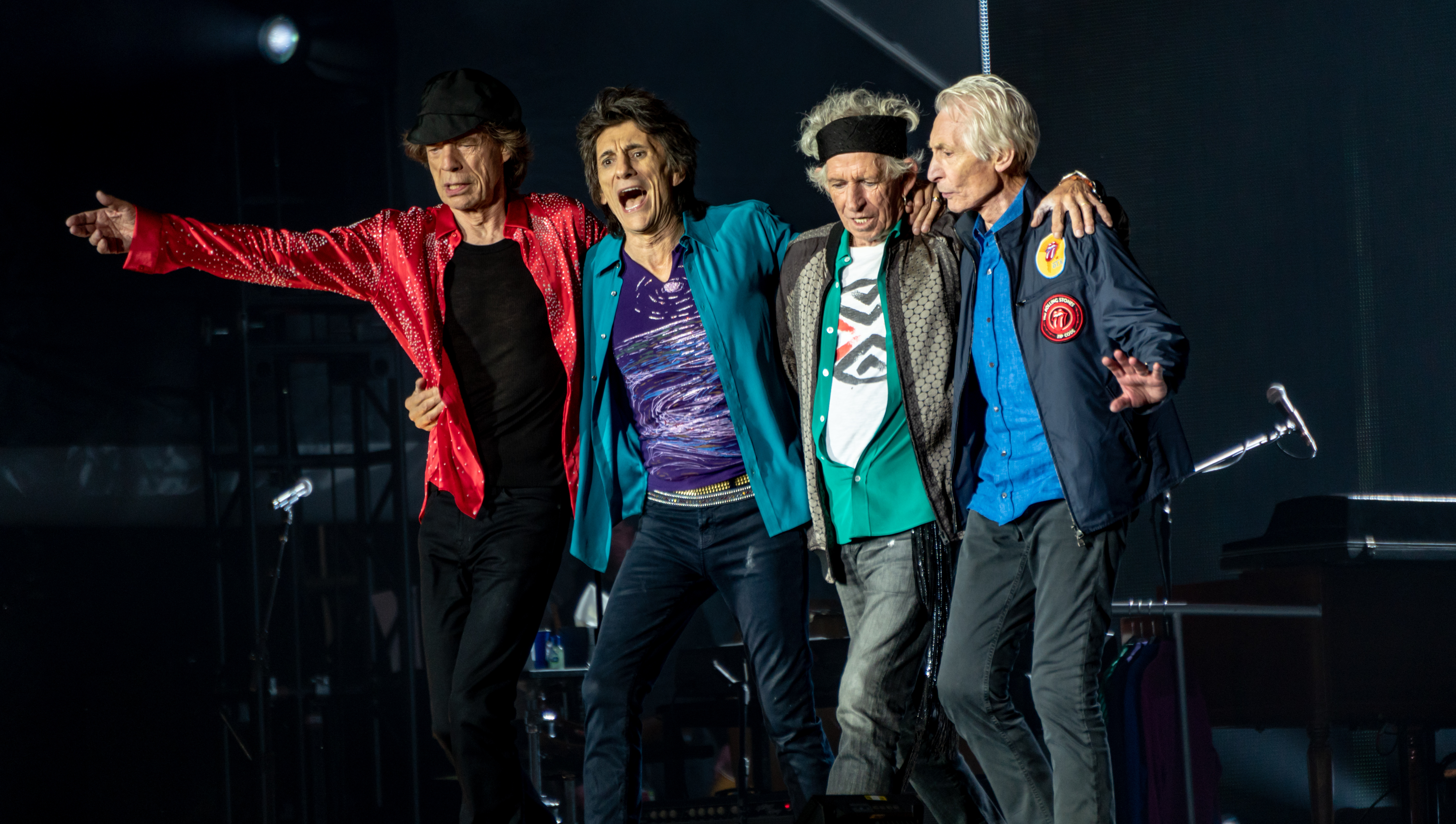
A The Rolling Stones a No Filter Touron
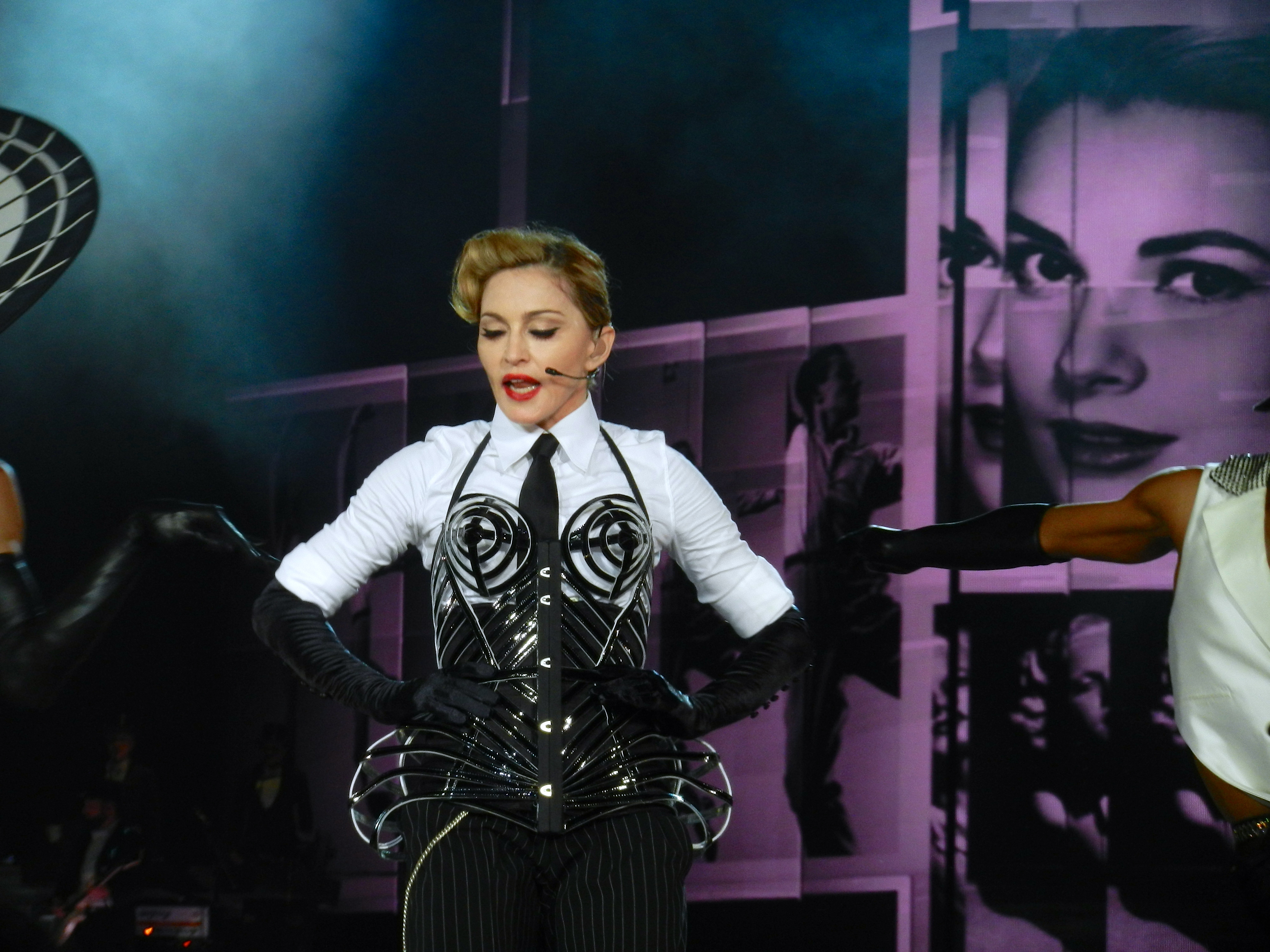
Madonna a MDNA Touron

| Év   | Bruttó bevétel | Inflációval kiigazított bevétel (2023 dollár) | Előadó                                  | Turné neve                      | Koncertek száma | For.    |
| ---- | -------------- | --------------------------------------------- | --------------------------------------- | ------------------------------- | --------------- | ------- |
| 1987 | $35 000 000    | $93 866 432                                   | U2                                      | The Joshua Tree Tour            | 79              | [ 77 ]  |
| 1989 | $98 000 000    | $240 882 685                                  | The Rolling Stones                      | Steel Wheels Tour               | 60              | [ 37 ]  |
| 1990 | $74 100 000    | $172 811 921                                  | New Kids on the Block                   | The Magic Summer Tour           | 152             | [ 78 ]  |
| 1991 | $34 700 000    | $77 623 552                                   | Grateful Dead                           | Grateful Dead Summer Tour       | 76              | [ 79 ]  |
| 1992 | $67 000 000    | $145 471 188                                  | U2                                      | Zoo TV Tour                     | 73              | [ 80 ]  |
| 1993 | $45 600 000    | $96 179 129                                   | Grateful Dead                           | Grateful Dead Tour 1993         | 81              | [ 81 ]  |
| 1994 | $121 200 000   | $249 148 451                                  | The Rolling Stones                      | Voodoo Lounge Tour              | 60              | [ 82 ]  |
| 1995 | $63 300 000    | $126 572 352                                  | Eagles                                  | Hell Freezes Over Tour          | 58              | [ 46 ]  |
| 1996 | $43 600 000    | $84 702 228                                   | Kiss                                    | Alive/Worldwide Tour            | 92              | [ 83 ]  |
| 1997 | $138 500 000   | $262 874 378                                  | U2                                      | PopMart Tour                    | 78              | [ 84 ]  |
| 1998 | $193 350 000   | $361 435 811                                  | The Rolling Stones                      | Bridges to Babylon Tour         | 82              | [ 85 ]  |
| 1999 | $89 200 000    | $163 147 263                                  | The Rolling Stones                      | No Security Tour                | 45              | [ 86 ]  |
| 2000 | $122 500 000   | $216 736 232                                  | Tina Turner                             | Twenty Four Seven Tour          | 108             | [ 87 ]  |
| 2001 | $143 000 000   | $246 064 274                                  | U2                                      | Elevation Tour                  | 113             | [ 88 ]  |
| 2002 | $126 100 000   | $213 611 767                                  | Paul McCartney                          | Driving World Tour              | 58              | [ 89 ]  |
| 2003 | $299 520 230   | $496 093 927                                  | The Rolling Stones                      | Licks Tour                      | 115             | [ 90 ]  |
| 2004 | $125 000 000   | $201 638 478                                  | Madonna                                 | Re-Invention World Tour         | 56              | [ 91 ]  |
| 2005 | $260 000 000   | $405 615 948                                  | U2                                      | Vertigo Tour                    | 90              | [ 92 ]  |
| 2006 | $425 100 000   | $642 491 845                                  | The Rolling Stones                      | A Bigger Bang Tour              | 110             | [ 93 ]  |
| 2007 | $212 227 302   | $311 852 540                                  | The Police                              | The Police Reunion Tour         | 66              | [ 94 ]  |
| 2008 | $281 600 000   | $398 505 348                                  | Madonna                                 | Sticky & Sweet Tour             | 58              | [ 57 ]  |
| 2009 | $311 637 730   | $442 586 483                                  | U2                                      | U2 360° Tour                    | 44              | [ 54 ]  |
| 2010 | $201 100 000   | $280 981 474                                  | Bon Jovi                                | The Circle Tour                 | 80              | [ 95 ]  |
| 2011 | $293 281 487   | $397 231 553                                  | U2                                      | U2 360° Tour                    | 44              | [ 56 ]  |
| 2012 | $305 158 363   | $404 990 574                                  | Madonna                                 | The MDNA Tour                   | 88              | [ 43 ]  |
| 2013 | $259 500 000   | $339 426 000                                  | Bon Jovi                                | Because We Can                  | 102             | [ 96 ]  |
| 2014 | $290 000 000   | $373 241 496                                  | One Direction                           | Where We Are Tour               | 69              | [ 97 ]  |
| 2015 | $250 733 097   | $322 295 695                                  | Taylor Swift                            | The 1989 World Tour             | 85              | [ 98 ]  |
| 2016 | $268 300 000   | $340 620 466                                  | Bruce Springsteen and the E Street Band | The River Tour                  | 76              | [ 99 ]  |
| 2017 | $316 990 940   | $394 022 407                                  | U2                                      | The Joshua Tree Tour 2017       | 50              | [ 100 ] |
| 2018 | $432 400 000   | $524 656 030                                  | Ed Sheeran                              | ÷ Tour                          | 94              | [ 66 ]  |
| 2019 | $215 200 000   | $256 458 571                                  | Pink                                    | Beautiful Trauma World Tour     | 68              | [ 76 ]  |
| 2020 | $87 100 000    | $87 100 000                                   | Elton John                              | Farewell Yellow Brick Road      | 38              | [ 69 ]  |
| 2021 | $115 500 000   | $129 868 353                                  | The Rolling Stones                      | No Filter Tour                  | 12              | [ 101 ] |
| 2022 | $342 192 313   | $356 278 465                                  | Coldplay                                | Music of the Spheres World Tour | 64              | [ 102 ] |
| 2023 | $1 039 263 762 | $1 039 263 762                                | Taylor Swift                            | The Eras Tour                   | 60              | [ 5 ]   |
| 2024 | $1 043 421 552 | $1 043 421 552                                | Taylor Swift                            | The Eras Tour                   | 80              | [ 67 ]  |

## Lásd még
- A legjövedelmezőbb női turnék listája
- A leglátogatottabb turnék listája
- A leglátogatottabb koncertek listája